# 두지
두지(豆知, ?~?)는 백제 진사왕 때의 무장이다.

## 생애
387년(진사왕 3) 정월, 진가모(眞嘉謨)가 달솔(達率)로 임명됐을 때, 은솔(恩率)에 임명되었다.

## 같이 보기
- 진가모
- 진사왕